# كو ساوادا
كو ساوادا (باليابانية: 澤田 恒) (مواليد 25 ديسمبر 1991) هو لاعب كرة قدم ياباني.

## وصلات خارجية
- كو ساوادا على موقع رابطة كرة القدم اليابانية للمحترفين (اليابانية)
- كو ساوادا على موقع قاعدة بيانات كرة القدم.إي يو (الإنجليزية)
- كو ساوادا على موقع Soccerway.com (الإنجليزية)
- كو ساوادا على موقع عالم كرة القدم.نت (الإنجليزية)